# Le Petit Théâtre d'Antenne 2
Ne doit pas être confondu avec Le Petit Théâtre de Bouvard.
Le Petit Théâtre d'Antenne 2 est une émission de télévision française, qui a été diffusée de 1977 à 1989.
C'est une série composée de courtes pièces de théâtre enregistrées en studio. Jeannette Hubert est à l'origine de cette série, mais c'est Stéphane Bertin qui la met en place avec Jean Capin et en réalise plusieurs épisodes. Sa première diffusion a lieu le 19 décembre 1977.
Quelques textes écrits pour cette série par Jean-Michel Ribes ont été publiés dans le recueil Pièces détachées, aux éditions Actes Sud (« Bataille navale », « Les Cent Pas », « Personne me regarde dans la rue »).

## Principaux acteurs
Jean-Marc Thibault, Micheline Presle, Rosy Varte et Michel Duchaussoy sont les acteurs principaux, mais citons aussi Georges Montillier, Danièle Lebrun, Dora Doll, Bulle Ogier, Henri Garcin, Virginie Pradal, Jean-Pierre Bisson, Bernard Alane, Philippe Étesse, Sophie Jeney, Alain Feydeau, Odette Laure, Alfred Adam, Évelyne Buyle, Marc Dudicourt, Alain Courivaud, André Dussollier, Alain Mottet, Danielle Darrieux, Paulette Dubost, Michel Robin, Marc Eyraud, Michael Lonsdale, Jean-François Balmer, Jean-Luc Bideau, Roland Blanche, Jacques Seiler, etc.

## Principaux réalisateurs
La série connaîtra plusieurs réalisateurs, dont François Chatel, Guy Séligmann, Jacques Manier, Jeannette Hubert, Jean Archimbaud, Lazare Iglesis, Paul Planchon, Pierre Cavassilas, Youri, Georges Vitaly.

## Liste des épisodes
Le Petit Théâtre d'Antenne 2 compte 66 épisodes. De décembre 1977 à 1982, ils ont été produits régulièrement, puis de manière plus aléatoire de 1983 à 1989.